# Ли Цзишэнь
Ли Цзишэ́нь (кит. трад. 李濟深, упр. 李济深, пиньинь Lǐ Jìshēn, 1885 — 9 октября 1959) — китайский политический деятель.

## Биография
Родился в провинции Гуанси. Получил военное образование в Баодине.
Был соратником Чан Кайши, но противился его диктаторским замашкам. Примыкал к гуансийской военно-политической группировке Ли Цзунжэня. Гуансийцы добивались ограничения власти Чан Кайши. Был начальником Генерального штаба Национально-революционной армии (с 1925 года) и членом ЦИК Гоминьдана. Командовал одновременно войсками провинции Гуандун и 4-м корпусом Национально-революционной армии (НРА), созданным в ноябре 1925 года на базе одного из учебных полков курсантов военной академии Вампу (школы Хуанпу). Войска Ли Цзишэня участвовали в Северном походе и захвате Учана. Советниками при 4-м корпусе были Владимир Панюков (псевдоним — Коми; 1885—1938) и Владимир Горев. На фронте корпусом командовал заместитель Ли Цзишэня, командир 12-й дивизии Чжан Факуй.
С конца 1926 года в качестве командующего войсками провинции контролировал Кантон и провинцию Гуандун. В апреле 1927 года участвовал в антикоммунистическом перевороте Чан Кайши. После шанхайской резни по приказу Ли Цзишэня были арестованы более 2 тыс. коммунистов в Кантоне, сто сразу были расстреляны. Коммунисты провели ряд террористических взрывов, покушение на генерала оказалось неудачным.
В сентябре 1927 года генерал Тан Шэнчжи, контролировавший войска уханьской группировки, выступил против Нанкина. В ноябре Тан Шэнчжи бежал и контроль над Уханем перешёл к Ли Цзишэню. В ноябре — декабре гуандунские генералы Чжан Факуй и Хуан Цисян вели против Ли Цзишэня и Хуан Шоасюна вооружённую борьбу за контроль над провинцией Гуандун. Их поддержал Ван Цзинвэй и они захватили Кантон. 11 декабря началось коммунистическое кантонское восстание. Ли Цзишэнь и Чжан Факуй прекратили боевые действия. Ли Цзишэнь послал генерала Ли Фулиня против восставшего города. 13 декабря Ли Фулинь захватил Кантон.
В период Северного похода начальник школы Хуанпу, в 1928 году — заместитель начальника Хуанпу. В январе 1929 года после упразднения поста начальника военной академии Вампу, вошёл в комитет, управлявший академией, затем был выведен из состава комитета. В 1933 году вновь был создан пост начальника академии и Ли Цзишэнь вошёл в состав комитета по делам академии.
После вторжения Японской империи и восстания Цай Тинкая против Чан Кайши, Ли Цзишэнь поддержал Цай Тинкая и в Фучжоу в 1933 году участвовал в создании Фуцзяньского народного правительства для борьбы с японцами и Чан Кайши. В 1934 году восстание было ликвидировано. В 1947 году исключён из Гоминьдана за оппозицию Чан Кайши. В 1948 году стал первым председателем Революционного комитета Гоминьдана. После основания Китайской Народной Республики, с 1949 года один из 6 заместителей председателя Центрального народного правительства КНР, заместитель председателя Всекитайского комитета Народного политического консультативного совета Китая (ВК НПКСК) 1-го созыва, с 1954 года — заместитель председателя Постоянного комитета Всекитайского собрания народных представителей (ПК ВСНП).